# Thoma Bravo
Thoma Bravo ist eine US-amerikanische Beteiligungsgesellschaft. Die Private-Equity-Gesellschaft investiert vornehmlich in Technologieunternehmen und Unternehmen auf dem Gebiet der Softwareentwicklung. Die Beteiligungen von Thoma Bravo (Minderheitsbeteiligungen eingeschlossen) umfassten im Jahr 2024 rund 80 Unternehmen mit einem kombinierten Umsatz von über 28 Milliarden US-Dollar. In den Unternehmen wurden zusammen über 92.000 Mitarbeiter beschäftigt.

## Beteiligungen
Einige Beteiligungen des Unternehmens umfassen oder umfassten:
| Unternehmen         | Produkte                       | Übernahmedatum | Desinvestitionsdatum |
| ------------------- | ------------------------------ | -------------- | -------------------- |
| Adenza              | Finanzdiensteistungs-Software  | 2021           | 2023                 |
| Barracuda           | Sicherheits-Software           | 2018           | 2022                 |
| Eptura (Condeco)    | Telearbeits-Software           | 2021           | -                    |
| Exostar             | Sicherheits-Software           | 2020           | 2023                 |
| Embarcadero         | Datenbank-Software             | 2007           | 2015                 |
| Riverbed            | Netzmanagement-Software        | 2015           | 2021                 |
| Qlik                | Business-Intelligence-Software | 2016           | -                    |
| McAfee              | Sicherheits-Software           | 2017           | 2022                 |
| Kofax               | Prozessmanagement-Software     | 2017           | 2022                 |
| Proofpoint          | Sicherheits-Software           | 2021           | -                    |
| Solarwinds (N-able) | IT-Infrastruktur-Software      | 2016           | -                    |
| Sophos              | Sicherheits Soft-/Hardware     | 2020           | -                    |
| Telestream          | Medien-Software                | 2012           | 2015                 |
| Veracode            | Sicherheits-Software           | 2019           | 2022                 |
| EQS Group           | Cloud-Provider                 | 2024           | -                    |
| Jeppesen            | Digital Aviation Solutions     | 2025           | -                    |